# 定成クンゴ
定成 クンゴ （さだなり クンゴ、1971年5月16日 - ）は、日本のドラマー、パーカッショニスト、音楽講師、ラジオパーソナリティ。本名 定成 薫午。父は元東京都交響楽団の首席打楽器奏者定成誠一郎。母はリトミック教育の第一人者定成淡紅子。命名は祖父で漫画家の清水崑。有限会社シベ取締役。東京都港区出身。長野県北佐久郡軽井沢町在住。

## 経歴
両親とも打楽器奏者の家庭に生まれ、打楽器に囲まれながら少年期を過ごす。日本大学芸術学部音楽学科を卒業。アメリカボストンのバークリー音楽大学に留学するが中退。留学中、現地でブルースバンドに所属。バックビートの奥深さを学び、感銘を受ける。帰国後、「バイクユアーズ」結成。ベスタクス社主催コンペティションでアジアチャンピオンに輝く。InterFM897でのヘヴィー・ローテーション、J-WAVE出演等、ジャム・バンドの走りとなる。2枚のアルバム、サンプラザ中野くん とシングル「アメリカ君2004」をリリース。
ドラマー・パーカッショニストとしてマボロシのライブ・レコーディング・フェス、KREVA日本武道館公演、岡本真夜10周年全国ツアー等、ライブサポートやレコーディングに参加。テレビアニメ『エレキング the Animation』で、劇中音楽/主題曲全てを作曲・演奏。
「スピークラウド」で、2枚のアルバム、1枚のライブCD、ライブDVDを制作。「アンツピット」結成、アルバム制作。プロデュースワークとして「ギタラートリオ」の2枚のアルバムを制作、渡辺学との2人ユニット「ブブンゴ」を結成しアルバムと配信シングル をリリースする。
SuzKenと共に、SuzKen & The Kungo Bongos を結成。RHYMESTERの Mummy-D をフィーチャリングに迎え、7インチシングルを発売。アルバムはTARO SOULを客演に加えディスクユニオンからリリース。レコーディング、ライブ、全国ツアー、フェス参加を通じて、新しい音楽スタイルの提示を続け、コンサートやイベントのプロデュースから、学校での講演、FMラジオのラジオパーソナリティ としても活躍の幅を拡げている。
シベミュージックスクールを東京都世田谷区と、長野県軽井沢町に開設し、ドラムの個人レッスンからパーカッション・アンサンブルなど、後進の指導に尽力している。

## 使用楽器
楽器メーカーとエンドースメント契約を結んでいる。
- カノウプス （ドラムセット）[17]
- ジルジャン （シンバル）[18]

## レコーディング
- マボロシ
  - 「ワルダクミ」KSCL-757　Ki/oon Records
  - 「ラブシック」KSCL-1180　Ki/oon Records
  - 「The ワルダクミ」KSCL-747 / Ki/oon Records
  - 「ファンキーグラマラス Part 2」 M2 ファンキーグラマラス (MABOROSHI Remix) / Ki/oon Records
  - 「饒舌エクスプレス feat. TARO SOUL,KEN THE 390」KSCL-1179 / Ki/oon Records
- Crystal Kay
  - 「Crystal Style」M11 Baby Cop / ESCL-2650 / エピックレコードジャパン
- LITTLE
  - 「"Yes"rhyme-dentity」M2 Gradation / BVCR-11118 / BMG JAPAN
- Heartsdales
  - 「Heart Attack 3」M3 Davil May Rock / RZCD-45380 / rhythm zone[19]
- トリップメーター
  - 「Tripmeter」MUCD-1063 / ドリーミュージック[20]
- サンタラ
  - 「High and Low」M2 サイモンの季節 / QQCL-33 / Palm Beach /  Sony Music[21]
- D.d.M
  - 「Dolce de Musica」 / SVWC-7370 / アニプレックス[22]
- 久木田薫
  - 「ジブリ・ザ・クラシックス」/ SVWC-7241 / アニプレックス[23]
- Lia
  - 「prismatic」M12 Gift / QLCD-0001/ Queen's Label[24]
- 渡辺学
  - 「BLESSTUDY」 / SIBE0109 / Sibe Music / サンミュージック出版[25]
- Basil
  - 「ワレワレ」MSCJ-2008 / MS Entertainment[26][27]
  - 「明日に向かって」FRCD-155 / FILE RECORDS[28]
- オムニバス
  - 「SOUL TREE〜a musical tribute to toshinobu kubota〜 」 M12 TAWAWA Hit Parade / SECL-66 / エスエムイーレコーズ[29]
- TARO SOUL　
  - 「Still Soul Dreamer」　M10 Turn It Up / SOUL SPIT RECORDS
- Marter
  - 「Here with me」 - 配信 Single AppleMusic

他

### 所属バンド

#### SuzKen & The Kungo Bongos
アルバム
- SOME SPARKLE / URDC9 / ディスクユニオン / Urban Discos

シングル
- Runaway featuring Mummy-D(RHYMESTER) / Across The Universe(7") / URDC8 / Disk Union / Urban Discos

#### バイクユアーズ
アルバム
- ASSARI / KIR-108 / Kunimix International[30]
- WAOH! / MSCJ-2006 / JUNGLE MAMA / MS Entertainment[31][32]

シングル
- バイクユアーズとサンプラザ中野くん「アメリカ君2004」/ VCCM-1006 / MS Entertainment[2]

#### スピークラウド
アルバム
1. Bound on Boogie[33]
2. LIVE VOX[34]
3. SPEACLOUDER!!! / B0041VDN6C / BOOSTER RECORDS[35]

#### ギタラートリオ
アルバム
- 296141 / SBM007 / Sibe Music[36]
- Pandra 10次元イーリアス / SIBE-009 / Sibe Music[9][37]
- アンツピット / Ant's Pit 「Computer Modulator」/ SIBE 008 / Sibe Music[38]

#### ブブンゴ
アルバム
- 「ブブンゴのシオ」/ SIBE-0108 /  B06XC1G7JF / Sibe Music / サンミュージック出版[39][40]

マキシシングル
- 「パツパツパンツ」 / B06XC1G7JF / Sibe Music / サンミュージック出版[39][41]

他

## DVD
- KREVA「KREVA TOUR 2006 愛・自分博〜国民的行事〜日本武道館」/ PCBP-51816 / ポニーキャニオン[4]
- スピークラウド 「Speacloud LIVE！」/ 4571309900057 / Nose Ride[42]
- 国井律子 「Happy-Go-Lucky Ride!!」/ 4938966003666 / Wick Visual Bureau[43][44]
- 大橋ツヨシ 「エレキング The Animation」/ 4527427640719 /TRINET ENTERTAINMENT, Inc. [45][46]
- I Say Yeah! NeOSITE 10th Anniversary Party / KSBL-5828 / NeOSITE][47]

他

## ツアーサポート
- 岡本真夜 ／ 10th ANNIVERSARY Tour "再会 〜君に綴る〜 "
  - Vocal 岡本真夜 / Keyboard 大坪稔明 / Guitar 知野芳彦 / Bass 斉藤光隆 / Drs 定成クンゴ
- マボロシ ／ マボロシのラップ&ギター
  - Vol.1
    - MC 坂間大介 / Guitar 竹内朋康 / DJ DJ大自然 / Keyboard 三上吉直 / Bass 田名網大介 / Drs 定成クンゴ
    - ゲスト Crystal Kay / KREVA / DABO / MURO / CUEZERO / Channel 他

  - Vol.2
    - MC 坂間大介 / Guitar 竹内朋康 / DJ DJ大自然 / Keyboard 三上吉直 / Bass 田名網大介 / Drs 定成クンゴ
    - ゲスト 椎名林檎 / KREVA 他
- NIKIIE ／ NIKIIE LIVE TOUR 2011 *(POSTSCRIPT)
  - Vocal, Piano NIKIIE / Guitar GUNN / Drs 定成クンゴ
- トリップメーター ／ Tripmeter Tour
  - Vocal Pyon / Guitar Ryota /  Bass 大神田智彦 / Drs 定成クンゴ

他

## ライブサポート
Afro begue / arvin homa aya / 井手麻理子 / 中沢ノブヨシ / SuzKen / Marter / 池宮創人（Wyolica）/ 渡辺学 / 有坂美香 / KOHEI JAPAN / 椎名純平 / 星屑スキャット / さかいゆう / 菅波ひろみ / 貴杉奈央 / 吉沢梨絵 / 川口大輔 / Lia 他

## 講師
- シベミュージックスクール
- 定成音楽教室
- 東急セミナーBE青葉台校
- 2001年度千葉県印旛郡吹奏楽コンクール 審査員

## 著書
- 『リズムに強くなりたい「リズム遊び編」』 / 4511005044846 / 全音楽譜出版社[48][49]
- 『リズムに強くなりたい「踊ってリズム編」』 / 4511005047632 / 全音楽譜出版社[48][50]

## ラジオ

### レギュラー番組
- FM軽井沢 スピークラウド presents バウンドサウンド 2009年4月 - 2010年3月
- FMさくだいら 音楽情報バラエティー クンゴボンゴ 2015年5月 - 2021年11月[12]